# Jasmin Wöhrová
Jasmin Wöhrová (* 21. srpna 1980 Tübingen) je německá profesionální tenistka. Ve své dosavadní kariéře na okruhu WTA Tour vyhrála čtyři turnaje ve čtyřhře. V rámci okruhu ITF získala k srpnu 2011 jeden titul ve dvouhře a dvacet dva ve čtyřhře.
Na žebříčku WTA byla nejvýše ve dvouhře klasifikována v prosinci 1998 na  188. místě a ve čtyřhře pak v červenci 2007 na 46. místě. K roku 2011 ji trénoval Edgar Giffenig.
Na Australian Open 1997 vyhrála spolu s Mirjanou Lučićovou čtyřhru juniorek.
Za fedcupový tým Německa debutovala v roce 2004. K září 2011 nastoupila ke čtyřem deblům, tři z nich vyhrála a jeden prohrála.

## Finálové účasti na turnajích WTA Tour

### Čtyřhra: 9 (4–5)
| Legenda (před/od 2009)                 |
| -------------------------------------- |
| Grand Slam tournaments                 |
| WTA Tour Championships                 |
| Tier I / Premier Mandatory & Premier 5 |
| Tier II / Premier (0–1)                |
| Tier III, IV & V / International (4–4) |

| Stav       | Č. | Datum              | Turnaj             | Povrch      | Spoluhráčka         | Soupeřky ve finále                                         | Výsledek         |
| Finalistka | 1. | 10. června 2002    | Vídeň, Rakousko    | antuka      | Barbara Schwartzová | Petra Mandulaová Patricia Wartuschová                      | 6–2, 0–6, 6–4    |
| Vítězka    | 1. | 8. července 2002   | Brusel, Belgie     | antuka      | Barbara Schwartzová | Tathiana Garbinová Arantxa Sánchezová Vicariová            | 6–2, 0–6, 6–4    |
| Vítězka    | 2. | 23. února 2004     | Bogotá, Kolumbie   | antuka      | Barbara Schwartzová | Anabel Medinaová Garriguesová Arantxa Parraová Santonjaová | 6–1, 6–3         |
| Finalistka | 2. | 30. listopadu 2006 | Hasselt, Belgie    | koberec (h) | Eleni Daniilidou    | Lisa Raymondová Samantha Stosurová                         | 6–2, 6–3         |
| Finalistka | 3. | 24. září 2007      | Soul, Jižní Korea  | tvrdý       | Eleni Daniilidou    | Čuang Ťia-žung Sie Šu-wej                                  | 6–2, 6–2         |
| Finalistka | 4. | 7. ledna 2008      | Hobart, Austrálie  | tvrdý       | Eleni Daniilidou    | Anabel Medinaová Garriguesová Virginia Ruanová Pascualová  | 6–2, 6–4         |
| Vítězka    | 3. | 26. července 2010  | Istanbul, Turecko  | tvrdý       | Eleni Daniilidou    | Marija Kondratěvová Vladimíra Uhlířová                     | 6–4, 1–6, [11–9] |
| Finalistka | 5. | 30. dubna 2011     | Stuttgart, Německo | antuka      | Kristina Barroisová | Sabine Lisická Samantha Stosurová                          | 6–1, 7–6(5)      |
| Vítězka    | 4. | 12. června 2011    | Farum, Dánsko      | tvrdý       | Johanna Larssonová  | Kristina Mladenovicová Katarzyna Piterová                  | 6–3, 6–3         |